# Лагадин
Лагадин (на македонска литературна норма: Лагадин) е летен туристически комплекс, изграден е във втората половина на XX век. Разположен е на брега на Охридското езеро, покрай пътя от Охрид за манастира „Свети Наум“.
В Лагадин постоянно живеят само няколко семейства, а останалите са летовници. Целият комплекс се състои от стотина частни вили, и няколко хотела. Според преброяването от 2002 година селото има 20 жители.
| Националност     | Всичко |
| северномакедонци | 18     |
| албанци          | 0      |
| турци            | 0      |
| роми             | 0      |
| власи            | 0      |
| сърби            | 1      |
| бошняци          | 0      |
| други            | 1      |